# Hodja
Hodja eller Hodža är en äldre religiös titel som används för muslimska imamer och religionslärare (islam), föreläsare vid en madrassaskola. Det kan även vara titeln för rektorn vid samma skola. Titeln kommer från turkiskans hoca eller hace, vilken i sin härstammar från persiskans ḫāǧe. Under osmanska riket lades titeln till efter förnamnet som ett affix; till exempel Ali-hodža eller Huseijn-hodža. Titeln används fortfarande hos bland andra bosniaker (muslimer från Bosnien och Hercegovina och Sandžak-regionen).